# Minka Alagič
Minka Alagič, slovenska odvetnica in nekdanji fotomodel, * 16. junij 1979, Maribor
Zmagala je na lepotnem tekmovanju Miss Universe Slovenije 2001. Bila je članica žirije, ki je izbirala miss in mistra mariborskega Koloseja 2005.

## Mladost in študij
Je iz Peker. V Mariboru je obiskovala srednjo baletno šolo, ki jo je dokončala leta 1997. Imela je manjšo vlogo v baletni predstavi Don Kihot Opere in baleta SNG Maribor leta 1994.
Dplomirala je leta 2004 na Pravni fakulteti v Mariboru.

## Zasebno
Leta 2006 se je na Bledu poročila z veslačem in gostincem Janijem Klemenčičem, ki ga je spoznala na Miss Universe Slovenije 2005, kjer sta sedela v žiriji. Kasneje se je ločila od njega in z novim partnerjem dobila hčer.
Visoka je 168 centimetrov.